# Israel Weapon Industries
Israel Weapon Industries (IWI), anteriormente a divisão Magen da Israel Military Industries Ltd. (IMI), é uma fabricante de armas de fogo de Israel. 
Foi fundada em 1933. Anteriormente pertencente ao Estado de Israel, em 2005, a Divisão de Pequenas Armas do IMI foi privatizada e renomeada IWI.
IWI é um dos fabricantes de armas militares mais famosos e best-seller do mundo. 
A divisão Magen subiu à proeminência internacional na década de 1950, como o criador do Uzi, dos quais mais de 10 milhões serão produzidos, compensando bilhões de dólares para a empresa. Subsequentes exportações militares bem conhecidas incluíram a metralhadora Metralhadora leve Negev, Fuzil de assalto Galil, Fuzil de assalto Tavor e o fuzil de precisão DAN .338.
IWI desenvolve e fabrica armas usadas por exércitos e agências de aplicação da lei em todo o mundo.